# Palacio Real de La Granja de San Ildefonso
El Palacio Real de La Granja de San Ildefonso es una de las residencias de la familia real española y se halla situado en el municipio segoviano del Real Sitio de San Ildefonso. Está gestionado por Patrimonio Nacional y se encuentra abierto al público.
El Real Sitio de La Granja está situado en la vertiente norte de la sierra de Guadarrama, a 13 kilómetros de Segovia, y a unos 80 kilómetros de Madrid. Su nombre proviene de una antigua granja que los monjes jerónimos del monasterio de El Parral tenían en las inmediaciones. En 1719 el rey Felipe V mandó construir una capilla en sus alrededores, «sin demoler cosa alguna de lo antiguo», lo cual explica, según Eugenio de Llaguno en su Noticias de los arquitectos y arquitectura de España desde su Restauración, publicada treinta años tras su fallecimiento por Juan Agustín Ceán Bermúdez en 1829, «su irregularidad» y el hecho de que sea «un conjunto de añadiduras».

## Historia

### Antecedentes históricos
La vertiente septentrional de la sierra de Guadarrama fue durante la Edad Media lugar de caza reservado para los reyes de Castilla, quienes la frecuentaban dada su riqueza cinegética y su proximidad a la ciudad de Segovia. Según crónicas de la época, el primer refugio real de monteros (conocido como Casa del Bosque) fue mandado construir por el rey Enrique III en el pueblo de Valsaín, el rey Enrique IV construyó un albergue y una pequeña ermita dedicada al arzobispo San Ildefonso. En 1477 los Reyes Católicos donaron la ermita y el albergue con extensiones de tierra a la congregación de los monjes jerónimos del Monasterio del Parral en Segovia. Estos monjes hicieron pequeñas reformas y se trasladaban en los meses de verano cuando el aire fresco de la Sierra era más agradable que en Segovia. Esta granja, lugar de meditación y recreo de los monjes del Parral, fue el origen del pueblo y de ella tomó el nombre. El rey Felipe II realizó la última reforma y convirtió el edificio en un suntuoso palacio que sirvió de residencia a sus sucesores hasta Carlos II, en tiempo del cual un gran incendio destruyó la parte de poniente en 1682.

### Construcción

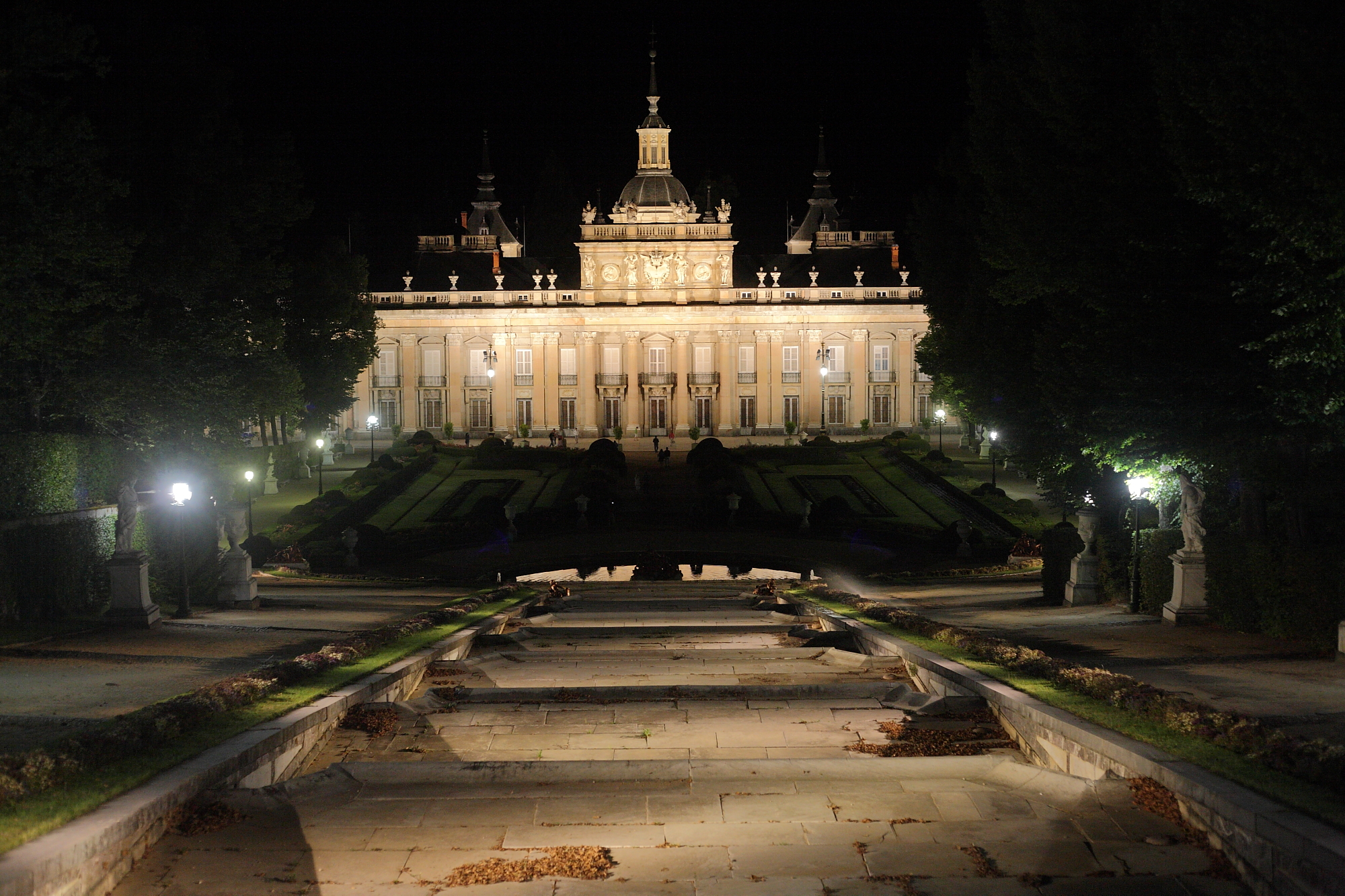
Fachada principal del palacio vista desde los jardines

El duque de Anjou nació en Versalles (Francia) en 1683 y se crio en la corte de su abuelo Luis XIV. De carácter introvertido, era afable e inteligente y muy aficionado al ejercicio físico. En 1700, cuando cumplió 17 años, se convirtió en Felipe V (el Animoso), rey de España y de las Indias.
El monarca frecuentaba los reales montes de Valsaín, cazando en compañía de la reina y del duque del Arco, hacia 1718. Se enamora del paisaje y de la riqueza cinegética de la zona, y decidió levantar un palacio en el lugar en que se encontraba la ermita de San Ildefonso, para lo cual compró a la comunidad de monjes del Parral la granja-ermita, la hospedería y terrenos circundantes. El rey que, parece, quiso imitar la vida de Felipe II, acabó demostrando que había sido educado en la corte de Luis XIV y lo que pudiera haber sido otro Palacio de El Escorial, acabó siendo una copia del Palacio de Versalles.
Teodoro Ardemans, maestro mayor del Real Palacio y de la Villa de Madrid, fue el encargado de realizar los planos y el proyecto del nuevo palacio. La fecha de iniciación de las obras es 1721. La ejecución de la obra se encargó al aparejador Juan Román. Prácticamente al unísono de la obra arquitectónica comienza el trazado y construcción de los jardines bajo la dirección del escultor René Carlier y del jardinero Étienne Boutelou. Los movimientos de tierra fueron dirigidos por el ingeniero Étienne Marchand que, además, se hizo cargo de la dirección de las obras en 1725. De las fuentes y estatuas se encargó un grupo de relevantes escultores, entre los que destacaron René Frémin, Jean Thierry, Hubert Dumandré, Pedro Pitué, Santiago Bousseau, etc.
El trazado y diseño de los jardines corresponde al estilo clásico francés, cuyo creador fue Le Nôtre, autor de los jardines de Versalles. Las esculturas de las fuentes se pensó en un principio realizarlas en bronce pero, debido a problemas económicos, se decidió finalmente realizarlas en plomo, estableciéndose la fundición en el palacio de Valsaín. A partir de 1724, el Real Sitio comienza a adquirir su máximo esplendor, pues ya no es un palacio más de la geografía española sino que pasa a ser la residencia veraniega del rey de España, con su correspondiente corte.
En la planta baja de este palacio se exhibía la colección de esculturas de la reina Cristina de Suecia, quien las reunió en su exilio en Roma tras su abdicación al trono. Fueron adquiridas expresamente para este palacio por Felipe V junto con sus peanas, elaboradas en Italia por encargo de la exreina sueca, las cuales aún subsisten en los espacios originales. Las esculturas fueron trasladadas en el siglo XIX al Museo del Prado y reemplazadas en sus peanas por reproducciones en escayola.

### El Palacio tras Felipe V
El rey Felipe V muere el 9 de julio de 1746 y es enterrado en la Colegiata. Isabel de Farnesio, durante el reinado de su hijastro Fernando VI, se retiró a San Ildefonso. La reina, italiana, encargó a paisanos suyos, bajo la supervisión del pintor y arquitecto Andrea Procaccini, una amplación del palacio. Así, entre 1727 y 1737, se añaden dos patios abiertos, uno de los cuales, el llamado Herradura, es actualmente la principal entrada al palacio. La reina murió el 11 de julio de 1776 recibiendo sepultura, como su esposo, en la Colegiata y no en la cripta real de El Escorial por su propia decisión.

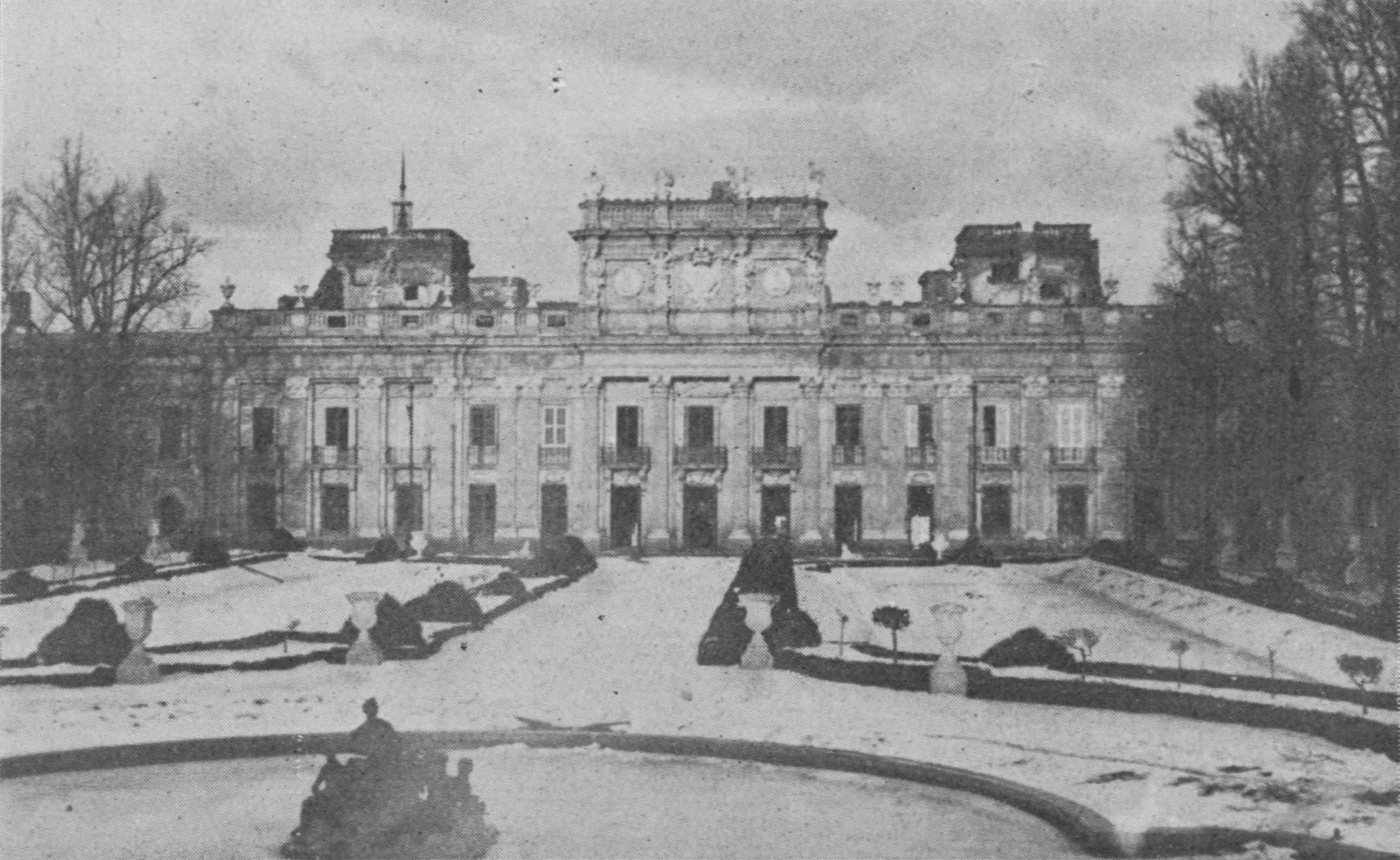
El Palacio tras el devastador incendio de 1918

Durante el reinado de Carlos III el Real Sitio adquirió su ordenación definitiva. Durante los siglos XVIII y XIX, el Palacio de San Ildefonso fue la residencia de verano de los Borbones y en él se celebraron hechos relevantes de la historia de España: la boda de Carlos IV con María Luisa de Parma; la firma del Tratado de San Ildefonso entre España y Francia, el ministro Calomarde consigue durante la agonía de Fernando VII que se derogue la pragmática sanción decretada por Carlos IV a petición de las Cortes de 1789; los sargentos sublevados de la guarnición, obligan a María Cristina de Nápoles a proclamar la Constitución de 1812. Fue asimismo lugar de recepción de embajadas, nacimiento y bautizo de infantes, entre ellos el de la infanta Isabel (La Chata) y el de D. Juan, padre de Juan Carlos I.
Sufrió un devastador incendio el 2 de enero de 1918 que afectó a la techumbre de todo el palacio y a la Casa de Canónigos, quedando destruidos los frescos que decoraban los techos de la planta alta, algunas lámparas de cristal y bronce, muebles y las riquísimas telas que adornaban las paredes de los salones de esta planta.

## Edificios y dependencias

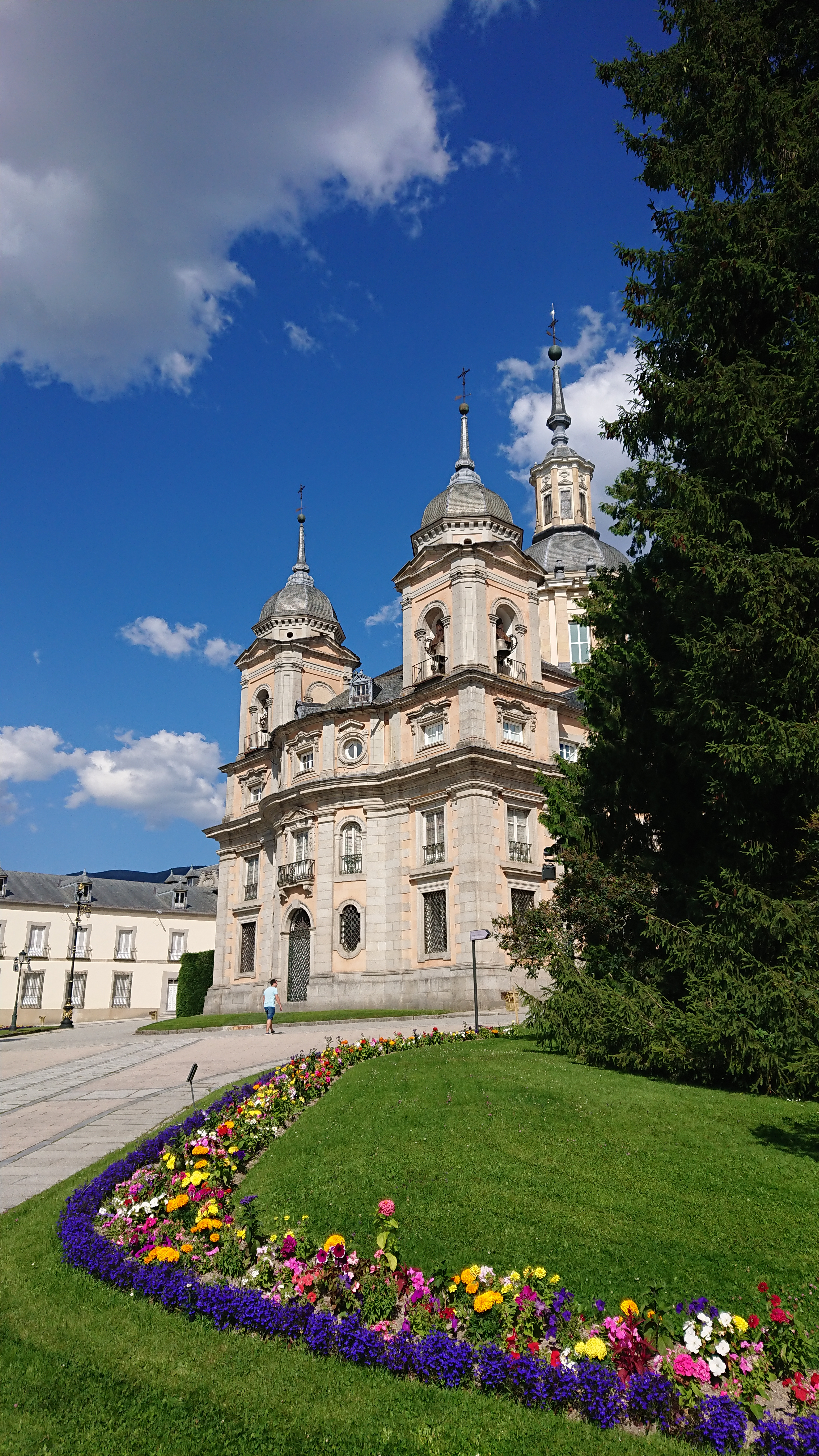
La Real Colegiata de la Santísima Trinidad, que forma parte del conjunto

El conjunto lo conforman el palacio propiamente dicho y una serie de edificios anejos, que dan a aquel una forma de U, con los Jardines del Medio Punto, donde se alzan diferentes árboles de especies de enormes coníferas exóticas como secuoyas o abetos de más de 300 años que le eran regalados al rey. El palacio, en la parte frontal del complejo, consta de dos patios, el de los Coches, a la izquierda, y el de la Herradura, a la derecha. Anexada al palacio, se halla la antigua capilla del monarca, la Real Colegiata de la Santísima Trinidad, que a su vez contiene un espacio conocido como Capilla de las Reliquias y Cenotafio Real. Sin embargo, aquí no están enterrados el rey Felipe V y su segunda esposa, Isabel de Farnesio, sino que sus restos descansan en una cripta situada detrás del altar mayor.
El panteón real de San Ildefonso fue la primera manifestación en España del arte funerario romano del siglo XVII, en combinación con el arte francés. Sirvió como modelo referencial para los sepulcros de Fernando VI y Bárbara de Braganza en el Convento de las Salesas Reales (Madrid). El sepulcro fue proyectado por Hubert Dumandré, autor de las esculturas, excepto los medallones que fueron realizados por Lebasseau.
En perpendicular al palacio, por la parte izquierda, se sitúa una dependencia conocida como Antigua Casa de las Damas. Hoy acoge el Museo de Tapices, donde se exhibe una colección de tapices flamencos, de enorme tamaño y abigarrada iconografía, confeccionados en honor del rey Carlos I. En el lado izquierdo de la plaza se encuentra otra dependencia conectada al edificio principal, conocida como Casa de los Oficios.

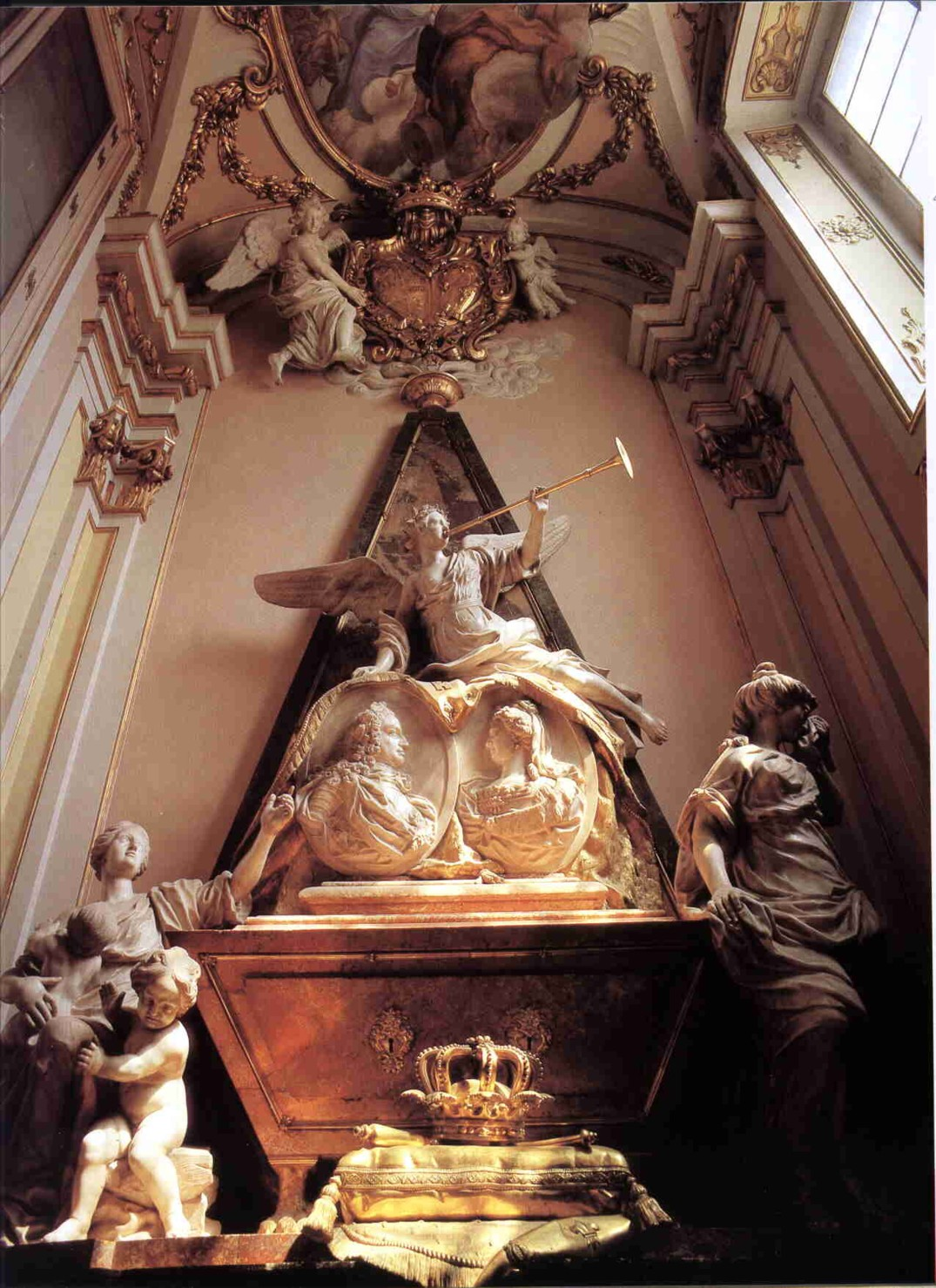
Sepulcro del Rey Felipe V e Isabel de Farnesio en el interior de la Colegiata.

Otro de los edificios del complejo palaciego es la llamada Casa de las Flores, con una superficie total de 655 m².
El interior del Palacio es profundamente barroco con hermosos frescos en los techos y molduras de madera policromada en oro. También destacan las impresionantes lámparas de vidrio fabricadas en la Real Fábrica de Cristales de La Granja.

## Los reales jardines
Con una extensión de ciento cuarenta y seis hectáreas, los jardines rodean el palacio y son uno de los mejores ejemplos del diseño de jardines de la Europa del siglo XVIII.
Fueron diseñados por el jardinero francés René Carlier, que usó las pendientes naturales de las colinas que circundan el palacio como ayuda para la perspectiva visual y como fuente de energía para hacer brotar el agua de cada una de las veintiuna fuentes monumentales que decoran el parque. Carlier falleció en 1722, y su trabajo fue continuado por su compatriota Étienne Boutelou. Al contrario que en Versalles, donde tenían muchos problemas para conseguir la presión del agua para las fuentes, en el Palacio de la Granja se utilizó la propia pendiente natural del terreno para conseguir una presión no vista hasta entonces en la época lo que permite que algunas fuentes superen los 40 metros de altura.

### Las fuentes monumentales

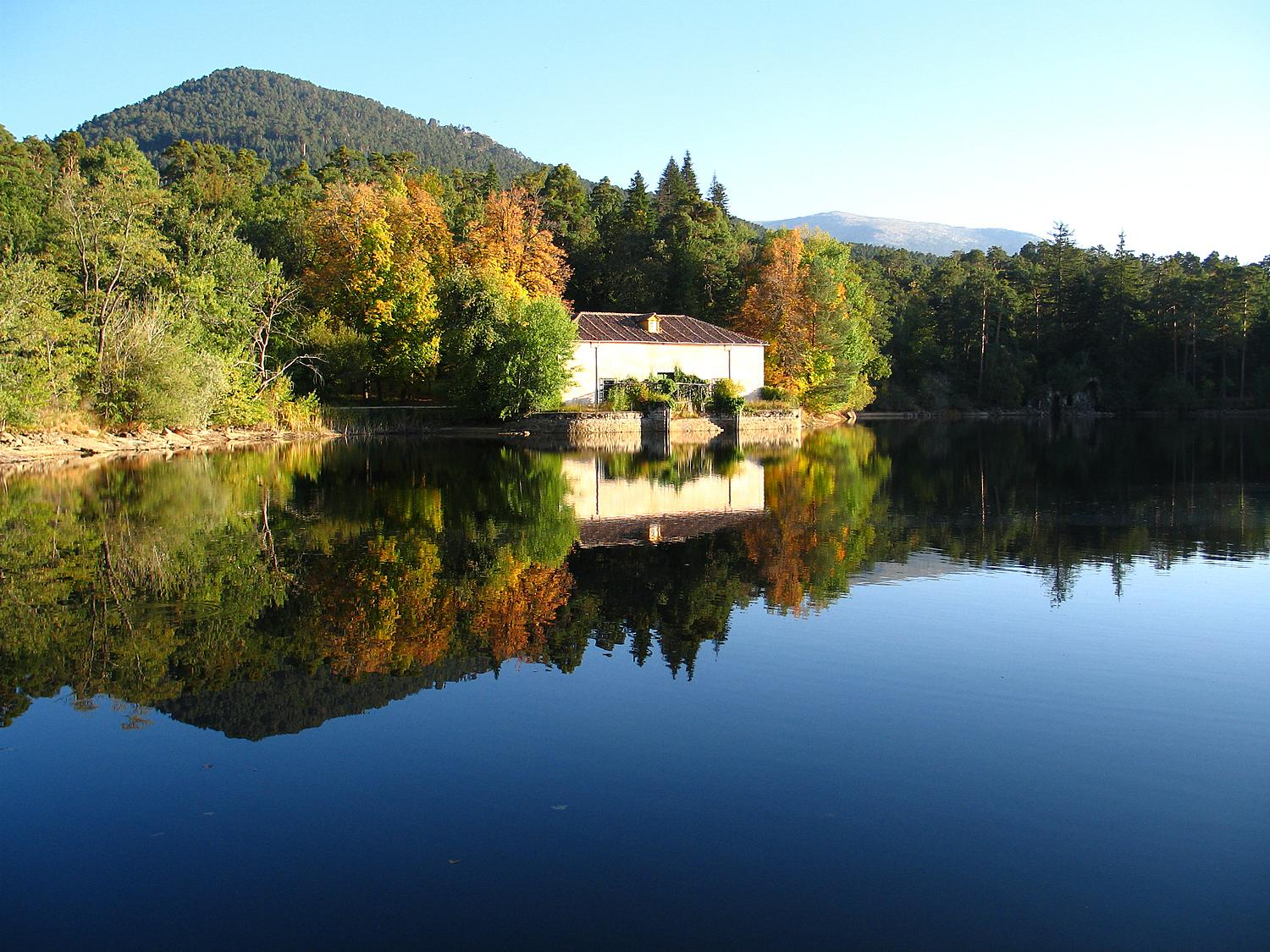
Depósito principal de las fuentes de El Mar, detalle

Es, sin lugar a dudas, la parte más conocida del Palacio segoviano. El abastecimiento de agua de todo el sistema procede de los arroyos Morete, Carneros y Cacera de Peñalara o Chorranca que mediante cañerías y caceras llenan el estanque conocido como El Mar, que se encuentra situado en la cota más alta del jardín y cuya capacidad es de 216 000 m³, abasteciéndose de él la mayor parte del sistema. Para suministrar el agua a las diversas fuentes existen otros ocho estanques y depósitos más, El Chato, El Cuadrado, Las Ranas, El Medio Celemín, Las Llagas, Las Ocho Calles, depósito El Nuevo y depósito de Uso Común, que se encuentran situados a diferentes cotas, con lo que se consiguen las diferentes presiones adecuadas para las fuentes, así éstas pueden conseguir chorros de diferentes alturas y se evita que la presión de unas se vea afectada al encender el resto.

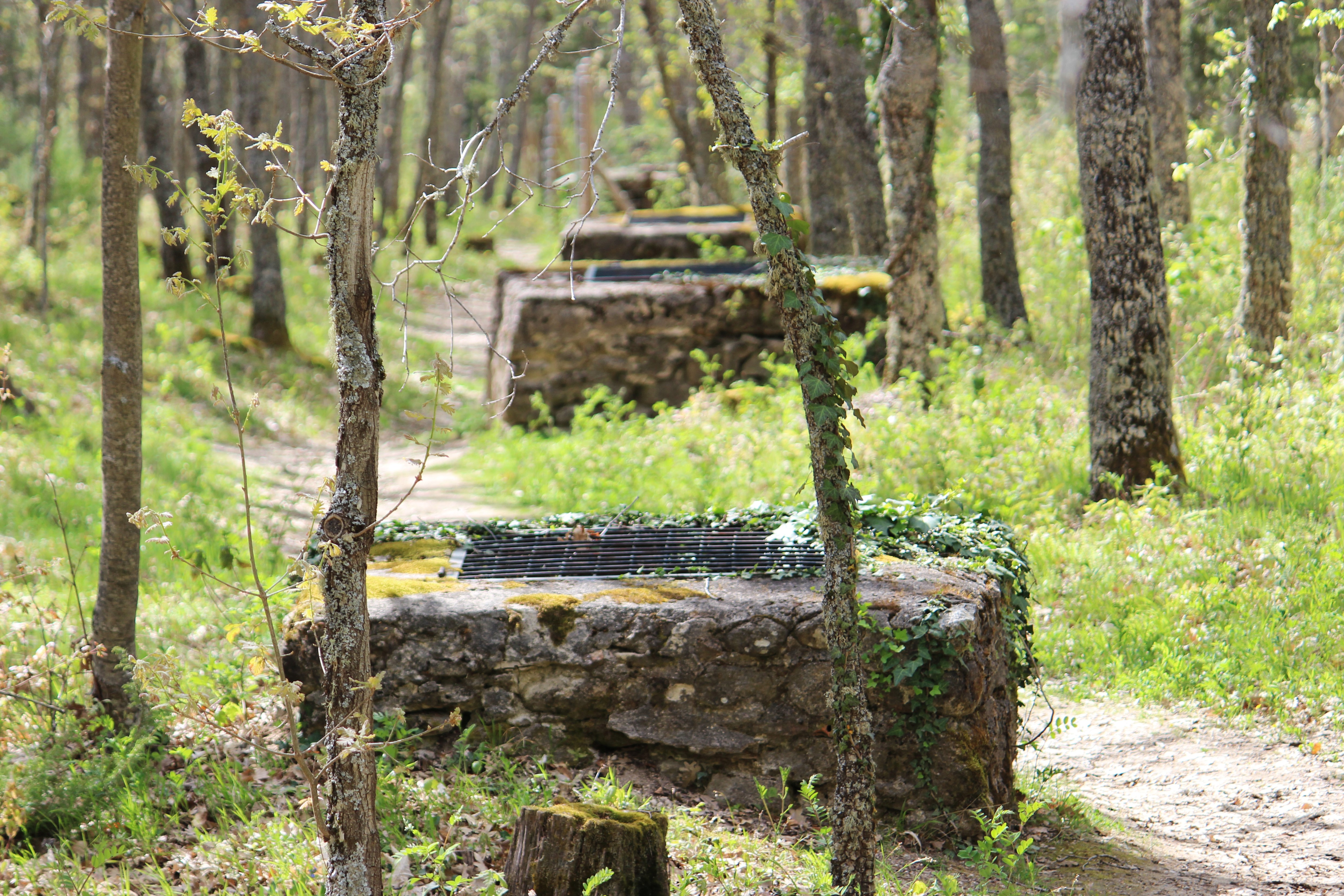
La Bóveda: galería subterránea con respiraderos por la que discurren las tuberías desde El Mar hasta El Casnastillo. Es un espacio protegido por albergar una gran diversidad de especies de murciélagos

Diseminadas por los jardines se encuentran 29 fuentes, estando dotada cada una de ellas de una cámara de válvulas o arqueta donde se ubican las llaves de apertura. Las tuberías que forman el sistema hidráulico de 300 años son, en su mayoría, de hierro fundido, alcanzando un diámetro de hasta 50 cm. Las principales, de mayor longitud y diámetro, están dotadas de sus correspondientes ventosas para permitir la salida del aire del interior. Las tuberías tienen una longitud total aproximada de 13 kilómetros.
Las fuentes están inspiradas en la mitología clásica, incluyendo deidades, alegorías y escenas mitológicas. Se construyeron en plomo para prevenir la corrosión, aunque pintadas a imitación de bronce para ennoblecerlas, al igual que en Versalles.
En total hay 29 fuentes con más de 300 surtidores de agua. Todas las fuentes consumen una media de 9000 metros cúbicos por hora si funcionan a la vez, la misma cantidad de agua que se consume en la ciudad de Segovia. El depósito principal se consumiría en 13 horas; por eso las fuentes nunca han funcionado a la vez y están pensadas para ser encendidas solamente cuando se acercara el rey. Por este motivo, además del deterioro que supondría su funcionamiento continuo, funcionan en temporada estival algunas, pero solo funcionan todas 3 veces al año: el 30 de mayo, día de San Fernando; el 25 de julio, día de Santiago; y el 25 de agosto, día de San Luis.

#### Fuente de las Ocho Calles
Es un conjunto de ocho fuentes parecidas situadas alrededor de la Gran Plaza Circular. Están formadas por un arco cada uno y debajo de este un grupo escultórico diferente. Están dedicadas a La Victoria, Hércules, Minerva, Marte, Neptuno, Ceres, Saturno y Cibeles. En el centro de la plaza una gran escultura de mármol representa a Mercurio, con el caduceo en la mano derecha, alas en cabeza y talones, izando a Pandora o Psiquis. El agua de esta fuente proviene de la fuente de El Canastillo y desagua en un pequeño estanque que surte de agua a los chorros más pequeños de la fuente de La Fama.v

#### Fuente de la Fama
"La Fama" está situada en la parte oeste del Palacio, al final del parterre de La Fama. La pila es ovalada y en el centro se sitúa una roca de plomo, imitando a mármol, de seis metros. En lo alto de la roca se encuentra la Fama montada en un caballo alado tocando su flauta de donde sale un chorro de más de 42 metros de altura. El caballo está pisando a cuatro guerreros que representan a la envidia, la ruindad, la maldad y la ignorancia. En la base del peñasco se encuentran cuatro númenes de río que vierten agua desde sus ánforas, dos ancianos que representan al río Duero y al Ebro y dos ninfas que representan al Guadiana y al Pisuerga. Alrededor de la roca hay geniecillos montados sobre delfines que expulsan agua por la boca. La fuente tiene 21 surtidores que consumen 360 litros por segundo y no puede funcionar más de 10 minutos seguidos ya que los surtidores más pequeños consumen rápidamente el depósito de las Ocho Calles.

#### Fuente de la Selva
Está situada al este del palacio sobre una explanada en declive. Está formada por un estanque de forma ovalada, dividido a su vez en cuatro subestanques, sobre los cuales discurre el agua en forma de cascada. En la parte alta del estanque una gran cabeza de anciano que representa al río Duero arroja un fuerte chorro de agua. Junto a él una ninfa con su paleta, trata de desviarla y, detrás, un geniecillo ofrece frutos variados al viejo y a la ninfa. En el segundo subestanque hay nueve ramos o hacecillos de espadañas o cereales con surtidores verticales. En el tercero está el grupo principal: Pomona y Vertumno, en el momento en que este se quita el disfraz para enamorar a Pomona. A su alrededor varios niños o geniecillos con guirnaldas de flores, y entre ellos, un canastillo con frutas del cual se eleva un surtidor, rodeado en su base por otros muchos semejando un haz de trigo. En la última parte del estanque, dos grupos de amorcillos celebran el "sí" de Pomona y, en su alegría, tratan de derribar el cuerno de la abundancia entre los aperos y herramientas de fruticultura y jardinería. El Agua de esta fuente cae a La Ría por cuatro mascarones situados alrededor de un puente.

#### Fuente de Andrómeda
Fue obra del escultor francés Jean Thierry. En el centro del estanque se alza un alto peñasco. Andrómeda, medio desnuda, aparece fuertemente encadenada a las rocas. Unos geniecillos intentan liberarla. En un plano inferior, Perseo acuchilla al monstruo, mientras le enseña la cabeza de Medusa para inmovilizarle. La diosa Minerva, vestida con sus armas, está detrás de Perseo, por si fuera necesario ayudarle.[cita requerida]
El chorro principal sale de la boca del dragón moribundo y alcanza una altura de treinta y siete metros, altura sólo superada por la fuente de la Fama.
En la plaza de Andrómeda, donde concurren las llamadas ocho calles de Andrómeda, están ubicadas las siguientes estatuas:
1. Un sileno a medio vestir con una piel de macho cabrío. Sujeta un tirso con la mano;
2. El Honor, hombre con vestidura romana, coronado de laurel y un clarín en la mano derecha;
3. Eólida, esbelta joven que sostiene un manto inflamado por el Céfiro y, a sus pies, descansan dos cefirillos;
4. Nereida con delfín;
5. Júpiter tonante, le conduce un águila y su derecha sostiene un haz de rayos;
6. Cibeles, con corona de torres y el cuerno de la abundancia;
7. Erató, musa de la poesía lírico-amorosa, coronada de laurel con la lira y el arco;
8. Fauno coronado de hiedra y con una flauta en la mano derecha.

#### Fuente de "Las Ranas"
La Fuente de Leto más conocida como de Las Ranas es una de las fuentes que ofrecen un espectáculo de agua más impresionante. Tiene más de 60 surtidores de agua y para su funcionamiento tiene un depósito propio. La fuente cuenta la experiencia mitológica de Leto, madre de Apolo y Artemisa, cuando en su peregrinación sintió sed y pidió a los labradores Licios que le dieran agua. Ellos no solo no se la dieron sino que enturbiaron el agua del lago. Como castigo, los gemelos Apolo y Artemisa los convirtió en ranas.
La fuente consiste en una tarta octogonal de mármol y la estatua de Leto está en lo alto rodeada de seis ranas que expulsan chorros verticales. En las paredes de la tarta hay mascarones y decenas de ranas que emiten agua en todas direcciones. En el pilón hay ocho hombres convertidos en rana que expulsan grandes chorros verticales y decenas de ranas que emiten agua hacia Leto.

#### Fuente de la Carrera de Caballos
La "Carrera de Caballos" es un conjunto de varias fuentes diferentes que funcionan a la vez. Neptuno, El Mascarón y Apolo.
La Fuente de Apolo está constituida por cuatro estanques que forman una escalera. Apolo está sobre un peñasco con una corona de laurel y tocando la lira, sentado sobre la serpiente Pitón que expulsa un gran chorro vertical de 23 metros de alto, enfrente está Minerva arrodillada sobre la ignorancia. En el resto de estanques hay geniecillos jugando con dragones que sueltan también chorros de agua.
La Fuente del Mascarón está situada en una pared vertical y entre una gran escalera, salva el desnivel entre Neptuno y Apolo. Consiste en una máscara fijada en la pared que suelta agua por la boca en una gran concha sostenida por dos figuras humanas que representan a los ríos Tajo y Guadalquivir.
La más grande es la Fuente de Neptuno que está formada por una pila rectangular y tres grupos escultóricos alineados. En el centro está Neptuno con su tridente sobre una carroza tirada por dos caballos con cola de pez (Hipocampos) que expulsan agua por sus narices y en la proa de la carroza un tritón sujeta a un delfín que expulsa un chorro vertical de casi 30 metros de alto. A los lados dos geniecillos montados sobre caballos marinos escoltan a Neptuno. Expulsan un chorro cada uno de menor altura que el central.

#### Fuente de la Cascada Nueva
La Cascada Nueva, obra del escultor francés Jean Thierry, está situada enfrente del palacio, es la primera vista desde la habitación del rey. Consiste en una gran escalera de mármol por la que cae el agua desde la parte superior.
En la última pila está la Fuente de Anfítrite donde aparece montada en una carroza de concha tirada por delfines que expulsan un gran chorro vertical y rodeada de geniecillos y númenes.
En la parte alta está la Fuente de las Tres Gracias, en cuyo centro de una pila circular varios tritones sujetan con la cabeza un plato circular y sobre este están las Tres Gracias, Aglae, Talia y Eufrosina, que sujetan otro plato más pequeño donde está un niño abrazado a un delfín que expulsa agua por la boca.
Hacia 1847, la fuente tuvo que ser reconstruida debido al deterioro que presentaba.

#### Fuente de los Baños de Diana
Los Baños de Diana fue la última fuente en construirse, es la fuente que más agua consume y el rey admiraba esta fuente, se cuenta que dijo al verla terminada: "Tres minutos me has divertido pero tres millones me has costado". Sobre una alta pared una hornacina. A ambos lados, dos pilastras sostienen dos cascadas de cuatro tazas. Corona el cuerpo central un gran jarrón con guirnaldas de flores que expulsa gran cantidad de agua. A ambos lados leones que sostienen en sus garras a dragones alados. En la hornacina está sentado Acteón tañendo la flauta y sobre la gradería de mármol está Diana sentada como saliendo del baño y cinco ninfas a su alrededor le ayudan y perfuman. Repartidas por todo el estanque hay otras ninfas, cisnes, perros, ciervos, cuyos surtidores forman caprichosos juegos de aguas.

#### Fuente del Canastillo
La Fuente de El Canastillo es de escasa vistosidad pero sus más de 70 surtidores y sus cuatro juegos de agua diferentes la convierten en una de las más esperadas por los espectadores. El monumento consiste en un canasto lleno de frutos rodeado de cuatro náyades. El agua de esta fuente proviene directamente del estanque de El Mar. Tiene un gran chorro vertical y varios más pequeños alrededor en lo alto del Canastillo, alrededor de este hay 42 surtidores que apuntan hacia afuera y, si se apagan los chorros verticales, los laterales consiguen salir hasta seis metros fuera del pilón mojando a los espectadores.

#### Fuente del Abanico y los céfiros y Fuentes de las Caracolas
La fuente del Abanico y los céfiros es llamada así por la forma que adquiere al salir el agua por el surtidor principal. Representa una ninfa sentada con dos amorcillos que acarician un delfín, de cuya boca sale también un surtidor. Las fuentes de las Caracolas son, a su vez, dos fuentecillas, una a cada lado de la fuente del Abanico. Representan un Cupido o amorcillo con el cuerno de la abundancia en las manos, pero las frutas han sido sustituidas por mariscos, entre los cuales hay caracoles, de donde toma su nombre. Ambas tienen un surtidor vertical.

#### Fuente de los Vientos
En el centro de una pila circular esta Eolo mirando a poniente y con cetro en la mano derecha, en un promontorio con forma de roca de donde sale un chorro vertical de unos 12 m. A su alrededor figuran dieciséis cabezas que representan a los vientos. Adosados al borde se encuentran ocho mascarones con abultados mofletes, ojos saltones y boca entreabierta en actitud de soplar que sueltan chorros de agua hacia Eolo.